# Radical 133
El radical 133, representado por el carácter Han 至, es uno de los 214 radicales del diccionario de Kangxi. En mandarín estándar es llamado 至部, (zhì bù　‘radical «llegar»’); en japonés es llamado 至部, しぶ (shibu), y en coreano 지 (ji).
El radical «llegar» aparece casi siempre en el lado izquierdo de los caracteres que clasifica (por ejemplo en el carácter 到), aunque puede aparecer en la parte inferior en algunas ocasiones (como en el caso de 臺).
Los caracteres clasificados bajo el radical 133 suelen tener significados relacionados con el concepto de arribar a un punto. Como ejemplo de esto están: 臻, ‘lograr’; 到, ‘alcanzar’; 致, ‘enviar’.

## Nombres populares
- Mandarín estándar: 至, zhì, ‘llegar’.
- Coreano: 이를지부, ireul ji bu, ‘radical ji-llegar’.
- Japonés:　至る（いたる）, itaru, ‘llegar’; 至偏（いたるへん）, itaruhen, ‘radical «llegar» en el lado izquierdo del carácter’.[1]
- En occidente: radical «llegar».

## Galería
| Estilos antiguos                                 | Estilos antiguos                  | Estilos antiguos                        | Estilos antiguos                   | Estilos antiguos                   | Estilos empleados actualmente       | Estilos empleados actualmente  | Estilos empleados actualmente    | Estilos empleados actualmente   | Estilos empleados actualmente  |
|                                                  |                                   |                                         |                                    |                                    |                                     | 至                             | 至                               |                                 |                                |
| 甲骨文 jiǎgǔwén (escritura de huesos oraculares) | 金文 jīnwén (escritura de bronce) | 简帛 jiǎnbó (escritura de bambú y seda) | 篆文 zhuànwén (escritura de sello) | 篆文 zhuànwén (escritura de sello) | 隸書 lìshū (estilo de los escribas) | 楷書 kǎishū (estilo regular)   | 楷書 kǎishū (estilo regular)     | 行書 xǐngshū (estilo corriente) | 草書 cǎoshū (estilo de hierba) |
| 甲骨文 jiǎgǔwén (escritura de huesos oraculares) | 金文 jīnwén (escritura de bronce) | 简帛 jiǎnbó (escritura de bambú y seda) | 大篆 dàzhuàn (sello grande)        | 小篆 xiǎozhuàn (sello pequeño)     | 隸書 lìshū (estilo de los escribas) | 繁體／繁体 fántǐ (tradicional) | 简体／簡體 jiǎntǐ (simplificado) | 行書 xǐngshū (estilo corriente) | 草書 cǎoshū (estilo de hierba) |

## Caracteres con el radical 133
| trazos | carácter    |
| ------ | ----------- |
| + 0    | 至          |
| + 2    | 到          |
| + 4    | 致          |
| + 6    | 臵 臶 臷 臸 |
| + 7    | 臹          |
| + 8    | 臺          |
| + 10   | 臻          |